# 모유올리고당
모유올리고당(HMO human milk oligosaccharide)은 모유에 함유되어 있는 올리고당으로, 인간모유에만 고농도로 함유되어 있다.

## 정의/요약
모유올리고당(HMO)은 유당 및 지방 다음으로 모유에서 세 번째로 많은 성분이다.
모유올리고당(HMO)은 모유에 9.9–24.9 g/L의 농도로 존재한다. 모유올리고당(HMO)의 종류는 약 200여종으로 모유에 함유된 모유올리고당(HMO)의 양과 종류는 여성 개개인에 따라 또는 수유 기간에 따라 다르다. 올리고당의 80% 우세한 성분인  2'- fucosyllactose(2’FL 투에프엘)는 인간의 모유에 대략 2.5g/L 존재한다.

## 특징
모유에 함유된 모유올리고당(HMO)은 아이의 영양분으로 사용되지 않고 장까지 소화되지 않은 채로 내려간다.
장까지 간 모유올리고당(HMO)은 prebiotic 효과가 있어 아이의 장에 서식하는 유익균, 그 중에서도 건강한 아이에게 많은 bifidobacteria의 먹이로 사용된다.
그리고 장에서 병원성 세균과 바이러스를 감소시켜 장내 건강한 미생물 군집을 조성하고 장에 관련한 질병의 위험을 감소시킨다.
최근 연구에 따르면 모유올리고당(HMO)은 바이러스 및 박테리아 감염의 위험을 현저히 낮춰 설사와 호흡기 질환에 걸릴 위험을 감소시키는 것으로 알려져 있다.
이러한 모유올리고당(HMO)의 보호 기능은 특정 박테리아나 바이러스와 같은 특정 병원체와 접촉할 때 활성화된다. 박테리아와 바이러스는 장 세포 표면에 위치한 glycan 수용체에(인간 세포 표면에 당분자들로 연결된 긴 사슬형태로 구성된 수용체 스스로를 결합하는 능력을 가지고 있어 이렇게 장 점막에 결합하여 세포를 감염시킨다.
연구자들은 모유올리고당(HMO)이 이러한 glycan(글리칸)수용체를 모방하여 병원체가 장 세포가 아닌 모유 올리고당(HMO)과 결합한다는 사실을 발견했다. 모유올리고당(HMO)은 글리칸수용체인 척 병원균과 결합하여 결합된 병원성균을 체외로 배출시킴으로써 병원성균 감염의 위험을 줄인다.
이 외에도 모유올리고당(HMO)은  염증 반응 을 줄이는 방식으로 면역계의 특정 세포의 반응에 영향을 미치는 것으로 보인다.
또한 모유올리고당(HMO)은  미숙아의 생명을 위협하는 질병인 괴사성 장염 (NEC)에 감염될 위험을 줄이는 것으로 밝혀졌다.
일부 대사-산물 은 신경계와 뇌에 직접 영향을 미치며, 장기적으로 어린이의 발달과 행동에 영향을 준다. 특정 모유올리고당(HMO)은 어린이에게 시알산을 공급한다는 연구 결과가 있다.
시알산은 아이의 두뇌 발달과 지적능력에 필수적인 영양소이다.
모유올리고당(HMO)은 모유의 중요하고 필수적인 성분으로 모유 수유를 하지 않는 아기를 위해 이유식의 보충제로 사용된다.
최근 연구에 따르면, 모유올리고당(HMO)이 성인 장내 미생물 (특히 비피도박테리아)의 총 균수를 증가시키고 비피도박테리움이 장에 잘 부착이 되게 도와 장벽을 튼튼하게 만들어 준다. 그리고 모유올리고당(HMO)을 섭취하면 체내에 있는 병원균, 노로바이러스, 슈도코로나와 결합하여 배변으로 배출 시켜 면역기능을 강화 시킨다고 밝혀졌다.

## 진화
생후 며칠된 건강한 신생아의 장에는 Bifidobacterium이 우점한다고 한다.
모유의 HMO는 아기의 영양분이 아니라, 아기의 장에 서식하는 유익균, 그 중에서도  Bifidobacterium의 먹이가 되기 위해 모유에 함유되어 있다.
장내 유익균들을 대상으로 모유올리고당(HMO)을 얼마나 잘 분해하는지 알아보는 실험을 하였을 때, 모유올리고당(HMO)을 가장 잘 이용한 것은'' Bifidobacteria longum spp. infantis''였다. 이름에서도 아기라는 뜻의 infant를 알려주듯, 아이에게 중요한 균주로 아이의 괴사성 장염을 감소시키고, 염증 억제도 시키는 모유올리고당(HMO)과 뗄 수 없는 중요한 유익균이다.

## 유래 및 대규모 생산
1900년경 유럽의 영아 사망률(1년생 1000명당 사망)은 20% 이상으로 매우 높았다. 모유를 먹지 않은 영아에서 사망률이 특히 높았으며 모유를 먹인 영아보다 조제분유를 먹인 영아에서 7배 더 컸다.
모유 수유와 조제분유를 먹은 영아의 대변에서 세균 구성의 차이가 발견되었고, 모유 수유한 영아는 장내에 대량의 비피도박테리아를 가지고 있었으며 이로 인해 모유 수유한 영아가 더 건강하다는 사실이 밝혀졌다.
1930년대에 올리고당은 모유에서 가장 중요한 bifidogenic인자로 확인되었다. 그러나 그 구조가 너무 복잡해서 최근에서야 과학자와 산업계가 모유와 구조적으로 동일한 최초의 올리고당을 생산할 수 있었다.
현재 모유올리고당(HMO)을 생산할 수 있는 곳은 세계 5곳이 있으며, 아시아에서는 유일하게 한국에서만 산업적 생산이 가능하다. 보관됨 2020-10-01 - 웨이백 머신